# Казанский, Александр Владимирович
Александр Владимирович Казанский (14 апреля 1935, Улан-Удэ — 27 октября 2011, Улан-Удэ) — советский и российский живописец. Народный художник РСФСР (1981), действительный член Российской академии художеств (1995).

## Биография
Александр Казанский родился 14 апреля 1935 года в Улан-Удэ. В 1950—1955 годах учился в Иркутском художественном училище. В 1955—1961 годах учился в Московском государственном художественном институте им. В. И. Сурикова у профессоров П. П. Соколова-Скали и В. Г. Цыплакова.
Жил и работал в Улан-Удэ. В 1964 году стал членом Союза художников СССР. Избирался председателем Союза художников Бурятской АССР (1964—1969). В 1968—1973 годах был членом правления Союза художников РСФСР. В 1990—1998 годах преподавал в Красноярском государственном художественном институте, руководил творческой мастерской живописи.
С 1963 года принимал участие в областных, зональных, республиканских, всесоюзных, международных художественных выставках. В 2001, 2005 и 2011 годах в Республиканском художественном музее им. Ц. С. Сампилова проходили его персональные выставки. В своих работах, таких как «Рыбаки Байкала», «Горы в Тунке», «Селенга зимой», художник воспевал красоту родного края. Им выполнены и мозаичные панно в гостиницах «Баргузин», «Байкал», а также фасад Дворца детского и юношеского творчества.

## Память
9 апреля 2015 года на здании художественного музея в Улан-Удэ была установлена мемориальная доска (скульптор Баир Сундупов).

## Семья
Жена — Лариса Гавриловна Ивашина.

## Награды и премии
- Народный художник РСФСР[1]
- Заслуженный художник РСФСР[1]
- Заслуженный деятель искусств Бурятской АССР[1]
- Государственная премии Бурятской АССР в области литературы и искусства[1]
- Орден «Дружбы народов»[1]
- Золотая медаль Российской Академии художеств[1]